# Serafino Montanari
Serafino Montanari (Portomaggiore, 15 gennaio 1921 – Ferrara, 14 febbraio 1988) è stato un calciatore e allenatore di calcio italiano.

## Carriera

### Giocatore
Mediano, inizia come attaccante crescendo nella squadra della sua città, la Portuense, allenata da Paolo Mazza e che disputa il campionato di Serie C. Nel 1941 viene ingaggiato dal Rovigo - sempre in Serie C - per poi passare al Padova in cambio di Silvio Arrighini e con i biancorossi - allenati dall'ex portiere della SPAL e dell'Inter Italo Zamberletti - esordisce in Serie B nel 1942.
Dopo la pausa bellica Mazza, nel frattempo divenuto presidente della SPAL, si ricorda del suo concittadino ed inserisce Montanari come titolare dei biancocelesti. Montanari, ormai dismesso il ruolo di attaccante ed intrapreso quello di mediano, si contraddistingue per la sua classe ed eleganza, non trascurando l'agonismo e nel 1948, per lui e per i compagni Brandolin e De Lazzari, scatta la cessione alla Lazio in cambio di una forte somma di denaro.
Per Mazza è l'inizio di una leggenda che lo porterà ad essere soprannominato il "Mago di campagna" e per Montanari sarà Serie A. Con i laziali gioca 81 partite andando in rete un'unica volta, l'11 settembre 1949, segnando il goal del definitivo pareggio a Lucca. Chiuderà il 25 aprile 1954 proprio a Ferrara in occasione di una sconfitta interna in cui incappò la sua SPAL e giocando accanto all'ex spallino Fontanesi I ed al futuro spallino Lofgren.Nell'estate del 1954 viene ingaggiato dal Chinotto Neri di Walter Crociani, in maglia gialloverde in due stagioni gioca 62 gare, dove  poi chiude la carriera di giocatore.

### Fuori dal campo e la breve esperienza da allenatore
Terminata la carriera di calciatore Montanari si ritirò nella farmacia che nel frattempo aveva acquistato nel centro di Ferrara. Ma la passione per il calcio lo attanagliava e, dopo alcune esperienze come allenatore delle giovanili della SPAL e di squadre minori, ebbe la sua prima esperienza di allenatore della prima squadra dei biancoazzurri ferraresi in Serie A in primo luogo nel 1960, sostituendo l'esonerato Fioravante Baldi. Successivamente nel 1961, alla quinta giornata, sostituì Luigi Ferrero, e da quell'anno al 1963 ne divenne ufficialmente il trainer.
Allenò in seguito, tra le altre, il Padova, la Triestina e il Foggia in Serie B per poi tornare, nel 1968 ad allenare la SPAL in sostituzione di Francesco Petagna e successivamente la Ternana, per poi ritirarsi definitivamente dal calcio. Chiusa la breve carriera da allenatore si dedicò stabilmente alla sua attività professionale divenendo anche presidente dell'ordine dei farmacisti di Ferrara.